# Harmonicon audeae
Espèce
Harmonicon audeae est une espèce d'araignées mygalomorphes de la famille des Dipluridae.

## Distribution
Cette espèce est endémique de Guyane.

## Publication originale
- Maréchal & Marty, 1998 : Reinstatement of the genus Harmonicon (Pickard-Cambridge, 1896) with description of a new species from French Guiana (Araneae, Mygalomorphae, Dipluridae). Zoosystema, vol. 20, no 3, p. 499-504.